# (164792) Owen
(164792) Owen est un astéroïde de la ceinture principale.

## Description
(164792) Owen est un astéroïde de la ceinture principale. Il fut découvert par le programme Sloan Digital Sky Survey le 20 mars 1999 à Apache Point. Il présente une orbite caractérisée par un demi-grand axe de 2,26 UA, une excentricité de 0,089 et une inclinaison de 6,46° par rapport à l'écliptique.
Il fut nommé en hommage à Russell Owen (né en 1959) ingénieur américain qui contribua à ce programme.
Le Minor Planet Center classe cet objet dans sa liste d'objets critiques.

## Compléments